# Hopewell (comté de Bedford, Pennsylvanie)
Hopewell est un borough situé au nord-est du comté de Bedford, en Pennsylvanie, aux États-Unis,. En 2010, il comptait une population de 230 habitants. Il est incorporé le 23 décembre 1955.

## Démographie
Lors du recensement de 2010, le borough comptait une population de 230 habitants. Elle est estimée, le 1er juillet 2019, à 226 habitants.

### Source de la traduction
- (en) Cet article est partiellement ou en totalité issu de l’article de Wikipédia en anglais intitulé « Hopewell, Pennsylvania » (voir la liste des auteurs).